# Ессекс (Онтаріо)
Ессекс (англ. Essex) — місто у провінції Онтаріо, Канада, адміністративний центр графства Ессекс. 

## Населення
Згідно Перепису населення Канади 2011 року чисельність населення міста становила 19 600 осіб.